# Can Vaquerisses (Collbató)
Can Vaquerisses és una casa del municipi de Collbató (Baix Llobregat) protegida com a bé cultural d'interès local.

## Descripció
Es tracta d'una casa gòtica de planta rectangular, amb façana apaïsada en la qual, al pis, i situades simètricament a banda i banda del portal de mig punt i de grans dovelles, s'obren dues finestres coronelles. Les altres obertures, rectangulars, són posteriors, així com el balcó i els peus drets o contraforts que l'aguanten.
Té subsòl, dues plantes i patis al darrere. L'edifici conserva interiorment unes arcades ogivals molt amples. Les alteracions modernes, tot i que molt vistoses, són molt superficials i no han alterat gaire l'estructura gòtica de l'edifici.

## Història
La casa, avui anomenada Can Vaquerisses, era coneguda antigament om a Cal Tutor. Era la residència del batlle de Montserrat del monestir benedictí de Santa Maria de Montserrat, que era del senyor de Collbató d'ençà 1376, en què morí el darrer senyor laic del terme, Guillem Durfort, el qual disposà que si els seus fills morien en edat infantil o sense descendència, el lloc, castell i terme de Collbató pervinguessin al monestir. L'abat de Montserrat, com a senyor de Collbató, delegava el seu poder i la seva representativitat en la persona del tutor, el qual tenia la seva residència davant l'església. La casa va pertànyer al cenobi fins a la desamortització dels béns eclesiàstics.